# Frisia (provincia)

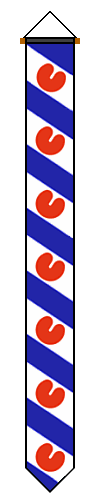
Gonfalone della provincia

La Frisia (in olandese Friesland , in frisone Fryslân ) è una provincia del nord dei Paesi Bassi; il suo capoluogo è Leeuwarden (Ljouwert).

## Geografia fisica
Essa conta circa 642 000 abitanti e ha una superficie di 5741 km², di cui però il 40% circa (2392 km²) è coperto dalle acque di fiumi, laghi (in particolare l'IJsselmeer) e del mare del Nord (il cosiddetto mare dei Wadden). La superficie "asciutta" è quindi di 3349 km².
La Frisia confina a nord con il Mare del Nord, a est con le province di Groninga e Drenthe, a sud con le province di Overijssel e Flevoland, a ovest con il lago IJsselmeer. Dal 1932 la diga dell'Afsluitdijk (che separa quest'ultimo lago dal mare) la collega con l'Olanda Settentrionale e in particolare con la zona che per ragioni storiche è nota come Frisia Occidentale. Essa comprende anche quattro delle principali Isole Frisone Occidentali: Vlieland, Terschelling, Ameland, Schiermonnikoog.

## Cultura
La lingua ufficiale della Frisia è il frisone (Frysk), che è anche la seconda lingua ufficiale dei Paesi Bassi; tuttavia quasi tutti gli abitanti parlano abitualmente anche l'olandese, prima lingua ufficiale dei Paesi Bassi. Il frisone è diffuso anche fuori dalla provincia, in tutta la regione geografica che storicamente ha ricevuto il nome di Frisia, che va dall'estremità nord dell'Olanda settentrionale fino al sud della Danimarca, passando per la provincia di Groninga e le regioni tedesche del Saterland e della Frisia Settentrionale.
La Frisia è principalmente una provincia agricola, famosa ad esempio per il bestiame di razza frisona, originario di questa zona. Il turismo (principalmente sui laghi, sul Waddenzee e sulle isole) è un'importante fonte di reddito. La provincia è famosa anche per i suoi pattinatori su ghiaccio e per l'Elfstedentocht (giro delle undici città), una gara di pattinaggio su ghiaccio di 200 chilometri. Altra attività sportiva locale curiosa e famosa è il fierljeppen. I frisoni sono anche noti per la loro alta statura. Dante Alighieri fa riferimento a loro nell'Inferno (Divina Commedia, Canto XXXI, 63-64) per descrivere la massiccia mole dei giganti: "[...] che di giugnere a la chioma / tre Frison s'averien dato mal vanto".

## Bandiera
La bandiera della Frisia è composta di quattro bande blu separate da tre bande bianche in diagonale. Sulle bande bianche sono, in rosso, sette foglie della ninfea gialla (chiamate pompeblêden nella lingua frisone). Secondo le linee guida ufficiali, tali foglie "non devono assomigliare a dei cuori" pur essendo assai simili a essi.
Tale combinazione cromatica è stata adottata dallo Sportclub Heerenveen.

## Politica
Dal punto di vista politico l'assemblea provinciale della Frisia è stata controllata per decenni dai cristiano-democratici (CDA), ma questo predominio si è indebolito in tempi recenti. Nelle ultime elezioni provinciali, tenutesi nel 2019, i quattro principali partiti sono stati Appello Cristiano Democratico (16,67%), Forum per la Democrazia (13,43%), Partito del Lavoro (13,4%) e Partito Popolare per la Libertà e la Democrazia (9,41%).
Al 2023 il governo provinciale è presieduto dal Commissario del re Arno Brok (VVD) e vede una coalizione formata dai partiti Appello Cristiano Democratico, Partito Popolare per la Libertà e la Democrazia, Partito del Lavoro e il partito nazionale frisone.

## Città
La Frisia comprende 9 comuni al di sopra dei 10 000 abitanti:
- Leeuwarden (Ljouwert, 94 131 ab.)
- Súdwest-Fryslân (82 000 ab.)
- Smallingerland (55 294 ab.)
- Heerenveen (It Hearrenfean, 43 518 ab.)
- Skarsterlân (27 295 ab.)
- Weststellingwerf (Wolvege, 25 841 ab.)
- Dongeradeel (24 317 ab.)
- Franekeradeel (Frentsjer, 20 621 ab.)
- Harlingen (Harns, 15 800 ab.)